# Wraak

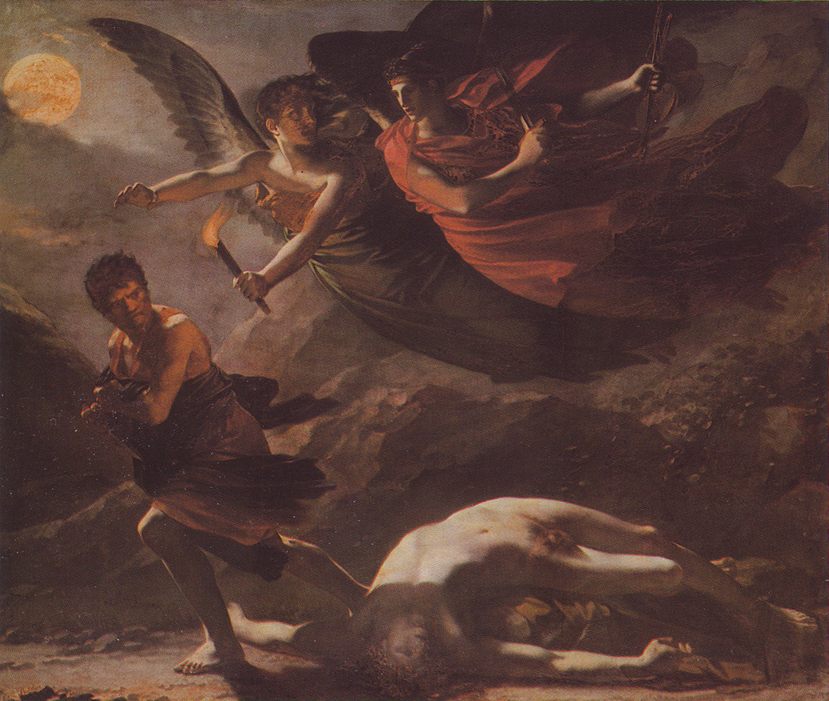
Rechtvaardigheid en Wraak vervolgen de Misdaad, schilderij van Pierre-Paul Prud'hon

Wraak is vergelding van (daadwerkelij of vermeend) onrecht of leed, veelal door het slachtoffer zelf richting de dader.
Wraak is een oeroude menselijke reactie op aangedaan onrecht. Wraak wordt echter ook wel als een handeling vanuit ongepaste emotie gezien, omdat het niet rationeel zou zijn: het is namelijk, evenmin als het strafrecht, niet een sanctie die onrecht of leed weer goed maakt. Integendeel, bij de wraakneming wordt extra leed bij de dader veroorzaakt. Dit kan verbaal zijn (een belediging pareren met een andere belediging), gepaard gaan met fysiek geweld of meer procedureel van aard zijn (middels aangifte bij de politie, het strafrecht of het civiel recht). Niet het slachtoffer, maar de overheid zal in dit geval vergelden.
De strafmaat bij een bepaald misdrijf komt van oorsprong voort uit gevoelens van wraak: het gevoel dat bij een bepaalde misdaad een bepaalde straf hoort. Oorspronkelijk werd het oog om oog, tand om tand-beginsel letterlijk toegepast: wie onrecht was aangedaan, mocht dit zelf vergelden, en wel met precies hetzelfde onrecht. 
Binnen de in sommige gemeenschappen (voorheen) geaccepteerde varianten van wraak zijn met name bloedwraak (als vergelding van moord) en eerwraak (als vergelding van extreem gezichtsverlies of familieschande) prominent. Beiden zijn tegenwoordig minder wijdverbreid dan voorheen. Alleen in bepaalde delen van de wereld zijn deze nog gemeengoed, hoewel ze ook in westerse samenlevingen door bepaalde groepen, veelal op basis van etnische afstamming en/of religie, nog steeds in de praktijk gebracht worden. Bij zowel bloedwraak als eerwraak werden in veel gevallen in plaats (en ter vervanging) van een gevluchte dader ook andere leden van de stam of familie gedood (groepswraak; zie ook Sippenhaftung). Mede om een potentieel eindeloze vete|spiraal van wraak en wederwraak te voorkomen, heeft in de meeste samenlevingen de overheid het geweldsmonopolie en daarmee het alleenrecht om strafmaatregelen of dwang toe te passen. 
Wraakneming --incluis bloedwraak, eerwraak, groepswraak of welke andere denkbare variant dan ook-- is in Nederland bij wet strafbaar gesteld. De uiterste strafmaat is daarbij niet vastgelegd en is afhankelijk van aard en uitkomst (dat wil zeggen dat, bijvoorbeeld, een gruwelijke moord --het opzettelijk doden-- in het kader van eerwraak met een levenslange gevangenisstraf zou kunnen worden bestraft). 

## Boeken
Boeken waar wraak een belangrijke rol in speelt, zijn;
- De graaf van Monte-Cristo (1844) van Alexandre Dumas
- Tom Poes en de Wraakgier (1974) van Marten Toonder
- Wraak (2008) van Mats Wahl